# Scooby-Doo și Invadatorii Extratereștri
Scooby-Doo și Invadatorii Extratereștri (engleză Scooby-Doo and the Alien Invaders) este un film de animație direct-pe-video american, din franciza Scooby-Doo. A fost lansat în 3 octombrie 2000, și produs de studioul de animație Hanna-Barbera. Spre deosebire de filmele anterioare, și în ciuda atmosferei mai sumbre, filmul are un ton blând, deoarece adevărații monștri sunt de partea Mystery Inc., și ființele umane deghizate sunt principalii răufăcători. Este al treilea din primele patru filme direct-pe-video Scooby-Doo animate de peste mări de către studioul japonez Mook Animation.
Este ultimul film în care Mary Kay Bergman a fost interpreta vocii lui Daphne Blake, după moartea ei în noiembrie 1999; acest film este dedicat în memoria ei. Este, de asemenea, ultimul film în care s-a folosit animația celuloidală, deoarece, începând cu Scooby-Doo și Vânătoarea de Viruși, filmele vor folosi cerneală și vopsea digitală.
Premiera filmului în România a fost în 26 martie 2005 pe canalul Cartoon Network (în cadrul lui Cartoon Network Cinema) și se difuzează și pe Boomerang (în cadrul lui Boomerang Cinema).

## Distribuție română
- Marius Damian- Fred Jones [2]

## Acțiune
La stația SALF (Search For Alien Lifeforms), Max, Laura și Steve au parte brusc de o emisie puternică, care depășește orice așteptări. Când aceasta dispare, Steve detectează ceva pe radar.
Mașina Misterelor traversează un deșert. În timpul unei furtuni de nisip, Shaggy virează din greșeală pe o proprietate guvernamentală, iar observarea ulterioară a unui OZN îl face să piardă controlul și să se izbească într-un cactus, lovind partea din față și deteriorând grav radiatorul. Gașca se trezește la periferia unui mic oraș. În timp ce Scooby-Doo și Shaggy rămân cu furgoneta, restul găștii merge pe jos până în oraș, unde cer ajutor la un restaurant. În timp ce așteaptă, Shaggy și Scooby se ceartă pentru o gustare Scooby Snack înainte de a întâlni un animal fictiv numit jackalop. Când îl fugăresc până la gura unei peșteri, văd o strălucire în depărtare. Doi extratereștri se apropie apoi de ei din spate și îi urmăresc spre oraș.
Shaggy și Scooby intră panicați în restaurant, susținând că au văzut extratereștri. Ospătărița restaurantului, Dottie, spune că ei nu au văzut niciodată extratereștri, dar că văd lumini ciudate și aud sunete ciudate noaptea. Bucătarul, Sergio, spune că și vitele au dispărut peste noapte fără urmă, iar oamenii au părăsit orașul din această cauză. Un bărbat pe nume Lester pretinde că a mai fost răpit o dată și susține că are fotografii. Gașca se duce la el acasă pentru a le vedea, dar se dovedește că acestea nu sunt altceva decât niște picturi făcute de Lester. Lester se oferă apoi să lase gașca să rămână la el peste noapte.

Pe lângă misterul extratereștrilor, filmul explorează relația romantică neașteptată dintre Shaggy și Crystal.

În timp ce dormeau pe acoperiș, Scooby și Shaggy sunt răpiți. Ei încearcă să scape, dar sunt înconjurați de extratereștri. În dimineața următoare se trezesc în mijlocul deșertului, după ce sunt treziți de o fotografă hippie, Crystal, și de golden retriever-ul ei, Amber. Scooby și Shaggy se îndrăgostesc iremediabil în momentul în care le privesc. Crystal îi duce înapoi la restaurant, dar sunt atât de îndrăgostiți încât nu mai au poftă de mâncare, spre șocul restului găștii. Gașca se duce la mecanicul local morocănos, un nativ american, pentru a-l întreba dacă le poate repara mașina. Apoi se întâlnesc cu Max înainte ca Crystal și Amber să reapară. Curioasă în legătură cu jackalopul, Crystal îi cere lui Shaggy să-i arate unde l-au văzut. Shaggy este mai mult decât bucuros să o facă și pleacă cu Scooby în remorcă.
Max îi duce pe Velma, Fred și Daphne să-i cunoască pe ceilalți membri ai echipei SALF. Velma devine suspicioasă când vede noroi uscat pe cizmele lor, deoarece se află în deșert. Mai târziu, ea decide să ducă gașca într-un canion unde presupune că ar putea curge un râu. Canionul se dovedește a fi uscat, dar găsesc echipamente miniere și aur în peșterile din apropiere. Între timp, poliția militară le ordonă lui Shaggy, Crystal, Scooby-Doo și Amber să părăsească zona, deoarece este proprietate guvernamentală. Crystal îi spune apoi lui Shaggy că este, de fapt, un agent guvernamental sub acoperire, și că vrea să se întoarcă pentru a investiga. Shaggy îi conduce la peștera în care a văzut prima dată extratereștrii. 
Fred, Velma și Daphne cad în capcană și sunt prinși într-o plasă. După ce extratereștrii trimit polițiștii militari după Shaggy și Crystal, se dezvăluie că extratereștrii sunt de fapt echipajul SALF, care explică faptul că au dat peste peșteră și au descoperit că era plină de aur. Deoarece se afla pe proprietatea guvernului, au decis să nu o raporteze, și intenționează să o păstreze pentru ei. 
Urmează ca tânăra Crystal și cățelușa Amber să își dezvăluie adevărata lor identitate extraterestră. Crystal și Amber explică faptul că sunt extratereștri de pe o planetă îndepărtată, și că s-au deghizat în hipioți deoarece informațiile despre Pământ proveneau din semnalele TV din anii 1960. Cele două trebuie acum să se întoarcă pe planeta lor natală, dar împărtășesc un moment îndulcitor cu Shaggy și Scooby.
Max, Steve și Laura, alături de falșii polițiști, sunt arestați. Mecanicul Buck sosește cu Mașina Misterelor reparată, și se dezvăluie a fi un mare colecționar de flori presate. Shaggy și Scooby, cu inima frântă, se înveselesc instantaneu la vederea unei cutii de Scooby Snacks, și gașca pleacă cu mașina în timp ce jackalopul îi privește, iar nava spațială a lui Crystal și Amber trece pe lângă ei pentru ultima oară.

## Distribuție
- Scott Innes ca Scooby și Shaggy Rogers
- Mary Kay Bergman ca Daphne Blake
- Frank Welker ca Fred Jones
- B.J. Ward ca Velma Dinkley
- Jeff Bennett ca Lester
- Jennifer Hale ca Dottie
- Mark Hamill ca Steve
- Candi Milo în rolurile lui Crystal și Amber
- Kevin Michael Richardson ca Max
- Neil Ross ca Sergio
- Audrey Wasilewski ca Laura

## Producție
Filmele Scooby-Doo direct pe video au început cu Scooby-Doo pe Insula Zombie în 1998, urmat de Fantoma Vrăjitoarei în 1999. Primele filme s-au descurcat atât de bine, încât studioul a considerat Scooby-Doo o proprietate de tip tentpole, care se va vinde „indiferent de situație”. Witch's Ghost a avut o producție cu probleme, directorii studioului insistând ca echipa să urmeze un scenariu scris de scenariști externi, pe care echipa l-a considerat nesatisfăcător. Spre deosebire de predecesorul său, Scooby-Doo and the Alien Invaders a fost o producție în mare parte fără probleme, cu puțină supraveghere din partea executivilor. Filmul a fost scris de Davis Doi și Lance Falk, cu Glenn Leopold contribuind cu câteva elemente minore. Tema muzicală a fost interpretată de actrița Jennifer Love Hewitt.

## Legături externe
- Scooby-Doo și Invadatorii Extratereștri la Internet Movie Database
- Scooby-Doo și Invadatorii Extratereștri la Allmovie